# Unzent
Unzent – miejscowość i gmina we Francji, w regionie Oksytania, w departamencie Ariège.
Według danych na rok 1990 gminę zamieszkiwało 109 osób, a gęstość zaludnienia wynosiła 14 osób/km² (wśród 3020 gmin regionu Midi-Pireneje Unzent plasuje się na 954. miejscu pod względem liczby ludności, natomiast pod względem powierzchni na miejscu 1264.).